# Vale

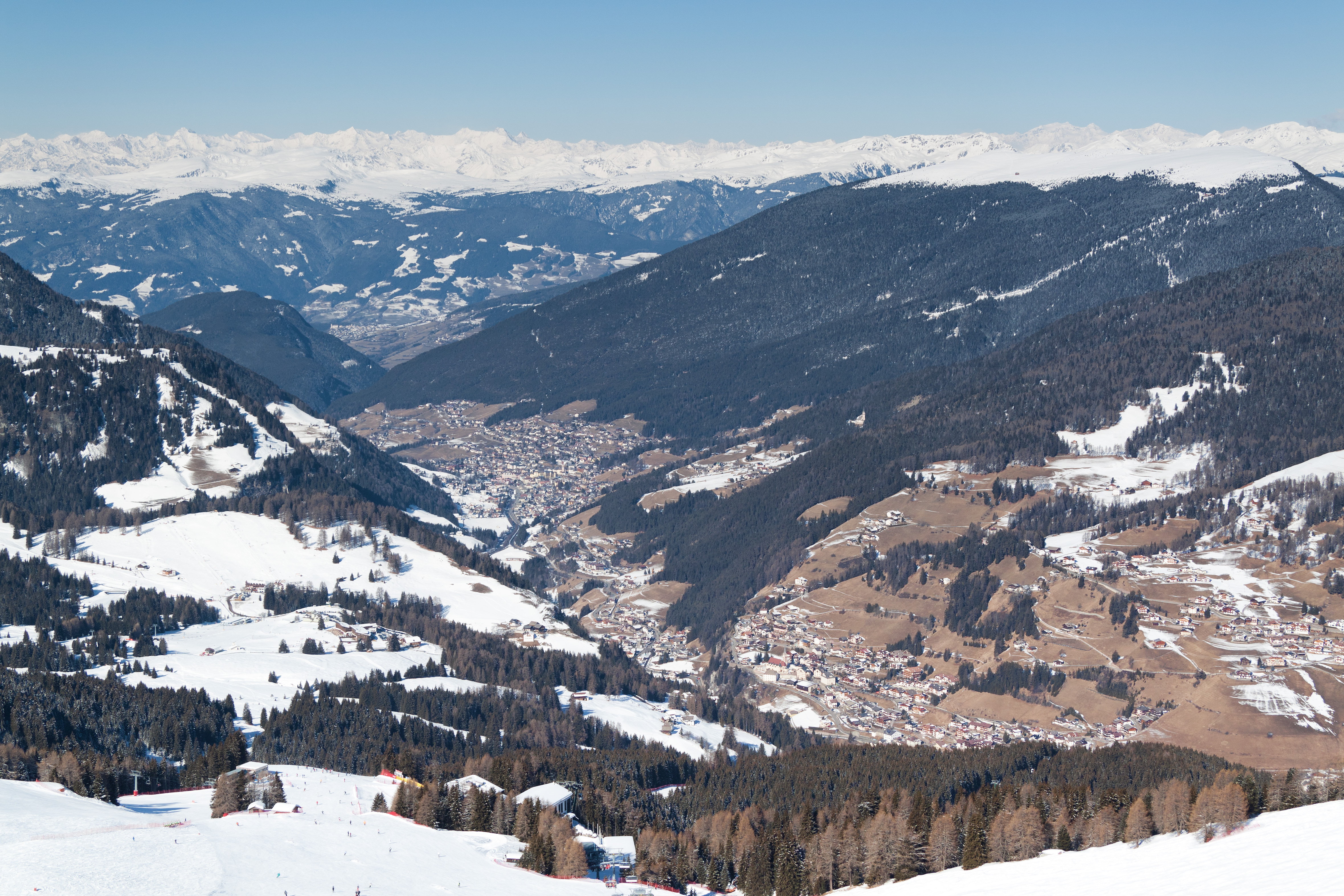
Val Gardena, norte da Itália

Um vale é um acidente geográfico cujo tamanho pode variar de uns poucos quilômetros quadrados a centenas ou mesmo milhares de quilômetros quadrados de área. É tipicamente uma área de baixa altitude cercada por áreas mais altas, como montanhas ou colinas.
Os vales são geralmente formados pela atividade fluvial, onde a ação da água corrente causa a erosão do terreno. No entanto, os vales podem ser formados por outros processos geológicos.

## Tipos
Há três tipos principais de vales, designados segundo a respectiva forma
- vale fluvial, normalmente em forma de  v
- vale glaciar, normalmente em forma de  u
- vale tectónico, normalmente com fundo plano de baixa altitude

## Exemplos
Vale glaciares formaram-se há dezenas de milhares de anos (presumidamente durante a última era glacial) através do grande poder de erosão das geleiras. Vários lagos glaciais podem ser encontrados no Lake District (Região dos Lagos), na Inglaterra.
Os vales de rift, como o Grande Vale do Rift, são formados pela expansão da crosta terrestre devido à atividade tectônica sob a superfície da Terra.

## Vales famosos
- Copper Canyon
- Vale da Morte (Death Valley)
- Grand Canyon
- Grande Vale do Rift
- Vale do Loire (Val de la Loire)
- Vale do Douro (Portugal)
- Vale do Tejo (Portugal /Espanha)
- Vale Glaciar do Zêzere (Portugal)
- Napa Valley
- Vale do Ródano (Vallée du Rhône)
- Vale dos Reis
- Vale do Paraíba
- Vale do Itajaí
- Vale do Pinheiro
- Vale do Ribeira